# جایزه ریشارد رادو
جایزه ریشارد رادو، جایزه ای است که انجمن ریاضی آلمان هر دو سال یک بار به رساله‌های دکتری برتر در زمینه ریاضیات گسسته اهدا می‌کند. این جایزه که از سال ۱۹۹۸ داده می‌شود به افتخار ریاضیدان آلمانی ریشارد رادو که در زمینه ترکیبیات و نظریه گراف فعالیت می کرد داده  می‌شود. هم‌اکنون مبلغ ۱۰۰۰ یورو نیز به همراه جایزه از سوی انتشارات اشپرینگر به برندگان هدیه می‌شود. 